# Операция «Кактус»
Операция «Кактус» — операция индийских вооруженных сил по предотвращению военного переворота, организованного предпринимателем Абдуллой Лутхуфи и при помощи вооруженных наемников тамильской сепаратистской организации, Народной организации освобождения Тамил-Илама (НООТИ), с целью свержения правительства Мальдивской Республики. Наемники быстро взяли под контроль столицу, главные правительственные здания, аэропорт,  морской порт, теле- и радиостанции.

## Предыстория
Попытки свержения власти президента М. А. Гаюма на Мальдивах были предприняты ещё в 1980 и 1983 годах, однако они не рассматривались серьёзно. Тем не менее, третья попытка в ноябре 1988 года приковала к себе внимание всего международного сообщества. От 80 до 100 вооруженных наемников ТОТИ высадились на остров Мале. Под видом туристов, некоторые из них с целью проведения разведки были на острове ранее. Наёмники в кратчайший срок завладели островом, захватив все стратегические объекты, включая главные правительственные здания, аэропорт, порт, теле- и радиостанции. Однако им не удалось взять в плен президента М. А. Гаюма, который успешно скрылся и обратился за помощью к правительству США, Индии и Великобритании. Индийский премьер-министр Раджив Ганди немедленно выслал на помощь войска в составе 1 600 человек, чтобы восстановить порядок на острове.

## Операция «Кактус»
Операция была развернута ночью 3 ноября 1988 года, когда самолёт Ил-76 индийских ВВС, вылетевший из Агры, десантировал батальон парашютного полка в районе Международного аэропорта Мале. Индийские войска прибыли на остров менее, чем через 12 часов после обращения президента Гайюма.
Индийские десантники немедленно взяли аэропорт и в течение нескольких часов восстановили контроль над правительственными учреждениями. Часть наемников ТОТИ отступила в сторону Шри Ланки на захваченном грузовом корабле. Фрегаты индийских ВМФ остановили корабль и взяли в плен всех наемников. Те, кому не удалось осуществить попытку скрыться на корабле, были окружены, после чего сдались правительству Мальдив. В перестрелках погибло 19 человек, в основном, это наемники. В числе убитых было несколько заложников. Попытка военного переворота на острове была успешно предотвращена.

## Итоги
В июле 1989 года Индия репатриировала пленных наемников на Мальдивы, чтобы те предстали перед судом. Суд Мальдив приговорил всех к смертной казни, но по требованию Индии смертная казнь была заменена на пожизненное заключение.
Успешно проведенная операция укрепила отношения между Индией и правительством Гаюма.